# Rockman: Collection Special Box
Rockman: Collection Special Box (Rockman: Collection スペシャルボックス) est une compilation développée et éditée par Capcom en 2004, des six premiers jeux de la série Mega Man en version Rockman Complete Works et du jeu Mega Man X7, sorti exclusivement sur PlayStation 2 le 12 décembre 2003 au Japon,,,,,.

## Liste des jeux
- Mega Man
- Mega Man 2
- Mega Man 3
- Mega Man 4
- Mega Man 5
- Mega Man 6
- Mega Man X7